# Орська єпархія
Орська єпархія — єпархія Російської православної церкви. Об'єднує приходи в адміністративних межах Адамовського, Гайського, Домбаровського, Кваркенського, Кувандицького, Новоорського, Свєтлинського і Ясненського районів, а також Новотроїцького та Орського муніципальних утворень Оренбурзької області. Входить до складу Оренбурзької митрополії.

## Історія
Православ'я прийшло на ці землі разом з російськими поселенцями, які появились на території Оренбурзької області у XVIII столітті. У 1735 році створюється Оренбурзька експедиція на чолі з обер-секретарем Петербурзького сенату І. К. Кириловим. Їх завдання — закладення міста-фортеці в киргизькому степу, де була визначена східна межа Росії. Ця фортеця спочатку називалася Оренбаум, але пізніше стала Орськом. У тому ж році в Орській фортеці було закладено храм на Преображенській горі.
Територія сучасної Орської єпархії входила до складу Оренбурзької єпархії, що була створена Святійшим синодом у вересні 1799 року.
У 1923—1924 роках існувало Орське вікаріатство Оренбурзької єпархії, яке очолював єпископ Яків (Маскаєв).
Орське вікаріатство тієї ж єпархії було відновлено 31 березня 2009 року з обранням на нього ігумена Симеона (Холодкова), однак його єпископська хіротонія була відкладена на невизначений час, та поки що так і не відбулася.
5 жовтня 2011 року була утворена самостійна Орська єпархія.
6 жовтня 2011 року Орська єпархія увійшла до складу Оренбурзької митрополії.

## Єпископи
Орське вікаріатство
- Яків (Маскаєв) (вересень 1923 — 31 липня 1924)

Орська єпархія
- Іриней (Тафуня) (з 22 листопада 2011)

## Монастирі
До революції в Орську існував Покровський жіночий монастир, офіційно заснований у 1898 році.
У квітні 2013 року адміністрація Орська виділила земельну ділянку під будівництво жіночого монастиря в честь Іверської ікони Божої Матері. Монастир буде розташовуватися в районі селища ОЗТП, неподалік від храму Казанської ікони.

## Освітні установи
Православна гімназія, катехізаторські курси, недільні школи при храмах.